# Mk 12 5インチ砲

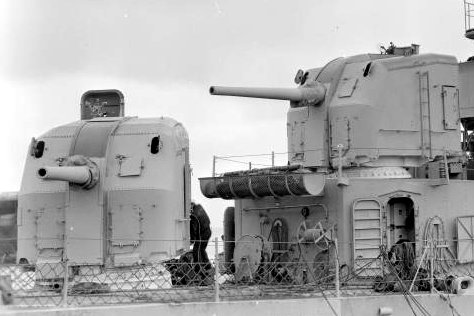
フレッチャー級駆逐艦搭載のMk.30単装砲塔

Mk 12 5インチ砲は、アメリカ海軍が1934年に制式化した38口径長5インチ砲。各種の砲架や砲塔と組み合わされて艦砲システムを構成する。

## 概要
1920年代、アメリカ海軍では、5インチ口径の砲としては、51口径長の平射砲を戦艦の副砲として、また、25口径長の高角砲を各種艦艇の高角砲として運用していた。しかし、特に対空射撃能力の相対的陳腐化もあり、これらを兼用できる新型の両用砲が求められた。これに応じて開発されたのが本砲であり、1934年よりファラガット級駆逐艦に搭載されて装備化されたのち、駆逐艦級艦艇の主砲、あるいは大型艦の高角砲として広く搭載された。
基本的には38口径長5インチ口径のMk.12砲身を、旋回砲座上の砲架に搭載したかたちとなっており、この上にガンハウスを搭載するものと、搭載しないものがある。このうち、特にガンハウスを有する単装砲塔であるMk.30には多くのサブタイプがあるが、おおむね、砲座の下に揚弾薬機構を有するものと、これを持たないものとに分けられる。
本砲システムは、アメリカ海軍が採用した砲としては最多の生産数を達成したものと見られており、5インチ38（5"/38）の通称で有名である。本砲システムは、多くの場合Mk.37 GFCSと組み合わされて、武器システムを構成することとなった。

## 諸元表

### 砲本体
出典: navweaps.com 2013
諸元
- 種別: 後装式ライフル砲
- 口径: 127mm
- 砲身長: 38口径長（4.826m/190in）
- 重量: 1,810kg（砲尾を除く）
- 全長: 5.683m（223.8in）

作動機構
- 砲尾: 垂直鎖栓式閉鎖機
- 反動: 油圧式駐退復座装置
- 砲架: 露天砲架、単装砲塔、連装砲塔など多数

性能
- 初速: 762メートル毎秒（2,500fps）
- 最大射程: 15,903m（AAC Mk.49）/21,735m（RAP弾）
- 最大射高: 11,887m
- 発射速度: 12-15発/分（通常）、15-22発/分（砲塔統合ホイスト使用時）

砲弾・装薬
- 弾薬: 分離装薬筒

### 砲架・砲塔
| 各種砲塔    | 各種砲塔 | 各種砲塔 | 各種砲塔              | 各種砲塔        | 各種砲塔 | 各種砲塔 | 各種砲塔 | 各種砲塔 | 各種砲塔 |
| タイプ      | 砲数     | 構成     | 重量                  | 装甲・シールド  | 俯仰角   | 俯仰速度 | 旋回角   | 旋回速度 | 搭載艦種 |
| ----------- | -------- | -------- | --------------------- | --------------- | -------- | -------- | -------- | -------- | -------- |
| Mk.21 Mod.0 | 単装     | 露天砲架 | 29,260lbs (13,272kg)  | ―               | -15/+85° | ―        | 300°     | ―        | DD       |
| Mk.21 Mod.1 | 単装     | 砲塔     | 31,520lbs (14,297kg)  | 0.125in (3.2mm) | -15/+85° | ―        | 300°     | ―        | DD       |
| Mk.22 Mod.0 | 連装     | 砲塔     | 66,810lbs (30,305kg)  | 0.125in (3.2mm) | -10/+35° | 11.6°/s  | 300°     | 14.7°/s  | DD       |
| Mk.24 Mod.0 | 単装     | 露天砲架 | 31,200lbs (14,152kg)  | ―               | -15/+85° | 15°/s    | 300°     | 28.8°/s  | DD       |
| Mk.25 Mod.0 | 単装     | 砲塔     | 42,000lbs (19,051kg)  | 0.125in (3.2mm) | -15/+85° | 15°/s    | 300°     | 28.7°/s  | DD       |
| Mk.28 Mod.0 | 連装     | 砲塔     | 153,000lbs (69,400kg) | 2in (50.8mm)    | -15/+85° | 15°/s    | 306°     | 25°/s    | BB       |
| Mk.28 Mod.1 | 連装     | 砲塔     | 134,000lbs (60,781kg) | 1.25in (31.8mm) | -15/+85° | 15°/s    | 300°     | 25°/s    | CL       |
| Mk.28 Mod.2 | 連装     | 砲塔     | 169,000lbs (76,657kg) | 2.5in (63.5mm)  | -15/+85° | 15°/s    | 306°     | 25°/s    | AG、BB   |
| Mk.29 Mod.0 | 連装     | 砲塔     | 108,000lbs (48,988kg) | 0.75in (19.1mm) | -15/+85° | 15°/s    | 180°     | 25°/s    | CL       |
| Mk.30 Mod.0 | 単装     | 砲塔     | 40,900lbs (18,552kg)  | 0.125in (3.2mm) | -15/+85° | 18°/s    | 300°     | 34°/s    | DD、CA   |
| Mk.30 Mod.1 | 単装     | 露天砲架 | 33,500lbs (15,195kg)  | ―               | -15/+85° | 18°/s    | 300°     | 34°/s    | DD       |
| Mk.32 Mod.0 | 連装     | 砲塔     | 118,000lbs (53,524kg) | 0.75in (19.1mm) | -15/+85° | 15°/s    | 306°     | 25°/s    | CA、CV   |
| Mk.32 Mod.2 | 連装     | 砲塔     | 117,000lbs (53,070kg) | 0.75in (19.1mm) | -15/+85° | 15°/s    | 306°     | 25°/s    | CA、CB   |
| Mk.32 Mod.4 | 連装     | 砲塔     | 120,200lbs (54,522kg) | 0.75in (19.1mm) | -15/+85° | 15°/s    | 306°     | 25°/s    | CB、CV   |
| Mk.37 Mod.0 | 単装     | 露天砲架 | 34,700lbs (15,740kg)  | ―               | -15/+85° | 15°/s    | 330°     | 30°/s    | ―        |
| Mk.38 Mod.0 | 連装     | 砲塔     | 96,200lbs (43,636kg)  | 0.25in (6.4mm)  | -15/+85° | 15°/s    | 328°     | 25°/s    | AG、DD   |

### 使用砲弾
| AAC Mk.34/35/47/49/52/56    | 55.18lbs (25.0kg) | 7.50lbs (3.4kg) | 2,600fps (792m/s) | 18,200yd (16,642m)  | 対地/対空弾。PD/MT/VT信管。 |
| Common Mk.32                | 54.00lbs (25.0kg) | 2.58lbs (1.2kg) | 2,600fps (792m/s) | 18,200yd (16,642m)  | 対艦弾。                    |
| AAVT Mk.31                  | 55.12lbs (25.0kg) | 7.25lbs (3.3kg) | 2,600fps (792m/s) | 18,200yd (16,642m)  | 対空弾。CVT信管。           |
| Special Common Mk.38/46     | 55.18lbs (25.0kg) | 2.04lbs (0.9kg) | 2,600fps (792m/s) | 18,200yd (16,642m)  | 対艦弾。                    |
| RAP Mk.57                   | 54.30lbs (24.6kg) | 3.50lbs (1.6kg) | 2,600fps (792m/s) | 223,770yd (21,735m) | 射程延伸弾。                |
| illumination Mk.27/30/44/45 | 54.39lbs (24.7kg) | ―               | 2,600fps (792m/s) | 17,575yd (16,071m)  | 照明弾。                    |
| WP Mk.46                    | 53.00lbs (24.0kg) | ―               | 2,600fps (792m/s) | 17,575yd (16,071m)  | 発煙弾。                    |
| Chaff Mk.78                 | 55.30lbs (25.1kg) | ―               | 2,600fps (792m/s) | 17,575yd (16,071m)  | X/Sバンド用チャフ。         |

## 採用艦艇
アメリカ海軍
- 航空母艦
  - ヨークタウン級航空母艦
  - 「ワスプ」
  - エセックス級航空母艦
  - インディペンデンス級航空母艦
  - カサブランカ級航空母艦
  - コメンスメント・ベイ級航空母艦
- 戦艦
  - ノースカロライナ級戦艦
  - サウスダコタ級戦艦
  - アイオワ級戦艦
- 巡洋艦
  - ボルチモア級重巡洋艦
    - ボストン級ミサイル巡洋艦
    - オールバニ級ミサイル巡洋艦

  - デモイン級重巡洋艦
  - 原子力ミサイル巡洋艦「ロングビーチ」
  - セントルイス級軽巡洋艦
  - アトランタ級軽巡洋艦
  - クリーブランド級軽巡洋艦
    - プロビデンス級ミサイル巡洋艦
    - ガルベストン級ミサイル巡洋艦

  - ファーゴ級軽巡洋艦

 アメリカ海軍
- 駆逐艦
  - ファラガット級駆逐艦 (1934年)
  - ポーター級駆逐艦
  - マハン級駆逐艦
  - グリッドレイ級駆逐艦
  - バッグレイ級駆逐艦
  - サマーズ級駆逐艦
  - ベンハム級駆逐艦
  - シムス級駆逐艦
  - グリーブス級駆逐艦
  - ベンソン級駆逐艦
  - フレッチャー級駆逐艦
  - アレン・M・サムナー級駆逐艦
  - ギアリング級駆逐艦
- 護衛駆逐艦
  - ラッデロウ級護衛駆逐艦（TEV型）
  - ジョン・C・バトラー級護衛駆逐艦（WGT型）
  - ブルック級ミサイルフリゲート
  - ガーシア級フリゲート
- 機雷敷設艦
  - テラー (機雷敷設艦)（英語版）
  - ロバート・H・スミス級機雷敷設駆逐艦（英語版）
- 揚陸艦
  - タルボット・カウンティ級戦車揚陸艦
  - ロケット中型揚陸艦
- 補給艦・その他補助艦艇（英語版）
  - シマロン級給油艦 (初代)
  - ネオショ級給油艦
  - バーネガット級水上機母艦

 アメリカ沿岸警備隊
- トレジャリー型カッター（英語版）

※51口径5インチ砲より後日換装
- カスコ級カッター（英語版）
- オワスコ級カッター
- ハミルトン級カッター

※FRAM時に76mm単装速射砲へ換装
 イギリス海軍
- ダナイー級軽巡洋艦

※デリーのみ改装時に搭載
 イタリア海軍
- サン・ジョルジョ級駆逐艦（イタリア語版）
（カピターニ・ロマーニ級軽巡洋艦改良型）
- インペトゥオーソ級駆逐艦
- インパヴィド級駆逐艦

 海上自衛隊
- あさかぜ型護衛艦
- ありあけ型護衛艦
- はるかぜ型護衛艦

 スペイン海軍
- ロヘル・デ・ラウリア級駆逐艦
- ピサロ級フリゲート（後日装備）

 デンマーク海軍
- ペダー・スクラム級フリゲート

 ユーゴスラビア海軍
- スプリト (駆逐艦)（英語版、クロアチア語版）

 ブラジル海軍
- マルシリオ・ジアス級 (グリーニャウイ級) 駆逐艦（英語版）
- アクレ級 (アマゾナス級) 駆逐艦（英語版、ポルトガル語版）

## 登場作品

### 映画
『沈黙の戦艦』
アイオワ級戦艦「ミズーリ」に搭載されたMk.28 mod.2が登場。16インチ主砲の夜間射撃を支援するために使用され、照明弾を発射して敵潜水艦の位置を丸裸にする。実物大のモックアップが撮影に使用されている。